# Headwalking
Das Headwalking (von englisch head ‚Kopf‘ und to walk = gehen, laufen) ist eine Showeinlage von Musikfans auf Hardcore-Punk-Konzerten. Es stammt aus den USA und ähnelt dem Stagediving, ist aber in Mitteleuropa noch nicht so weit verbreitet. In den einschlägigen Urban Dictionaries werden früheste Medienberichte für das Zeitfenster von 1989 bis 1993 referenziert.

## Ablauf
Der Headwalker versucht hierbei mit möglichst schnellen Schritten von der Bühne als Ausgangspunkt über das Publikum zu „laufen“, wobei er die Köpfe, Schultern und Hände der anderen Konzertbesucher als Trittfläche verwendet. Das ist jedoch nur möglich, wenn sich der Moshpit weiter hinten im Publikum befindet und vor der Bühne zumindest 4–5 Reihen von Leuten stehen. Ziel ist es, so weit wie möglich über die Zuschauer hinweg in den Konzertraum zu gelangen, bis der Headwalker durch eine Lücke in der Menge auf den Boden sinkt.

## Bewertung
In der Hardcore-Szene ist das Headwalking ähnlich umstritten wie das Violent Dancing, da diese Form der Selbstdarstellung ein hohes Verletzungsrisiko für alle Beteiligten birgt. Ursache hierfür ist, dass der Headwalk in der Regel ohne erkennbare Ankündigung stattfindet und das Publikum selten die Möglichkeit hat, entsprechend zu reagieren. Neben möglichen Verletzungen des Headwalkers selbst (wie z. B. Bänderrissen) kommt es bei betroffenen Zuschauern häufig zu Prellungen, Schürfwunden oder sogar Frakturen im Gesichtsbereich sowie Hals-Wirbelsäulen-Traumata.
Bei einer Stimmungsumfrage unter Musikern erhielt das Lifestyle- und Jugendmagazin Vice gemischte Antworten. Mit der rhetorischen Frage, ob es der beste und einzige Weg sei, einer Band seine Zuneigung zu zeigen, wenn man anderen Konzertbesuchern auf den Kopf springe oder sie beim Violent Dancing sprichwörtlich verprügele, verbalisierte Norman Brannon von Texas Is the Reason seine Ablehnung. Vor diesem Hintergrund hätte seine Band in den 1990er-Jahren während der Konzerte auch ihre Lieder unterbrochen und das Publikum gebeten, sich zivilisierter zu verhalten. Eine gegensätzliche Haltung zeigte Chris Barker von Anti-Flag. Konzertunterbrechungen würde es nur bei Vorfällen geben, die konträr zu den Idealen der Band stünden, beispielsweise Sexismus, Rassismus oder Homophobie. Ansonsten sollten Konzertbesucher so frei sein, die bestmögliche Zeit auf einer solchen Veranstaltung genießen zu können. Stagediven würde explizit dazugehören und es amüsiere ihn, dass Bands wie Tigers Jaw, Title Fight und Joyce Manor „eine komplette neue Generation von Headwalkern aufgestachelt“ hätten (englisch a whole new generation of „headwalker“).
Auch Vice selbst drückte zwei Jahre nach dieser Umfrage eine positive Grundhaltung aus: Sofern es keine Verletzten gibt und der Sänger ein zufällig in seine Richtung fliegendes Bier auffängt, die letzten Reste austrinkt und den Becher dann beiläufig auf die Köpfe der hinter und unter ihm stehenden Fans fallen lässt, wird er für diese Aktion im Rahmen des Headwalking gefeiert.